# آتیلا میژر
آتیلا میژر (مجاری: Mizsér Attila؛ زادهٔ ۲۸ آوریل ۱۹۶۱) ورزشکار پنج‌گانه مدرن اهل مجارستان است.
وی در مسابقات کشوری و بین‌المللی در مجموع برندهٔ ۶ مدال طلا، ۶ مدال نقره، ۱ مدال برنز شده‌است.